# I'm with You Sessions
I'm with You Sessions é uma série de nove singles da banda de rock Red Hot Chili Peppers com dezessete canções que ficaram de fora do décimo álbum de estúdio da banda, I'm with You (2011).
A série foi lançada em vinil e download digital entre agosto de 2012 e julho de 2013, com cada edição contendo duas músicas. As artes das capas foram feitas por Kelsey Brookes, as nove capas juntas são uma espécia de quebra-cabeça que ao serem montadas foram uma grande peça de arte.

## Lista de canções
Todas canções por Red Hot Chili Peppers.
| Single 1       |                    |                      |         |  |
| N.º            | Título             | Data de lançamento   | Duração |  |
| 1.             | "Strange Man"      | 10 de agosto de 2012 | 3:36    |  |
| 2.             | "Long Progression" |                      | 3:58    |  |
| Duração total: | Duração total:     | Duração total:       | 7:34    |  |

| Single 2       |                       |                       |         |  |
| N.º            | Título                | Data de lançamento    | Duração |  |
| 1.             | "Magpies On Fire"     | 7 de setembro de 2012 | 3:44    |  |
| 2.             | "Victorian Machinery" |                       | 4:06    |  |
| Duração total: | Duração total:        | Duração total:        | 7:50    |  |

| Single 3       |                        |                      |         |  |
| N.º            | Título                 | Data de lançamento   | Duração |  |
| 1.             | "Never Is a Long Time" | 2 de outubro de 2012 | 2:46    |  |
| 2.             | "Love Of Your Life"    |                      | 4:06    |  |
| Duração total: | Duração total:         | Duração total:       | 6:52    |  |

| Single 4       |                     |                       |         |  |
| N.º            | Título              | Data de lançamento    | Duração |  |
| 1.             | "The Sunset Sleeps" | 6 de novembro de 2012 | 3:58    |  |
| 2.             | "Hometown Gypsy"    |                       | 4:02    |  |
| Duração total: | Duração total:      | Duração total:        | 8:00    |  |

| Single 5       |                  |                      |         |  |
| N.º            | Título           | Data de lançamento   | Duração |  |
| 1.             | "Pink As Floyd"  | 4 de janeiro de 2013 | 4:53    |  |
| 2.             | "Your Eyes Girl" |                      | 5:08    |  |
| Duração total: | Duração total:   | Duração total:       | 10:02   |  |

| Single 6       |                 |                        |         |  |
| N.º            | Título          | Data de lançamento     | Duração |  |
| 1.             | "In Love Dying" | 1 de fevereiro de 2013 | 8:04    |  |
| Duração total: | Duração total:  | Duração total:         | 8:04    |  |

| Single 7       |                  |                     |         |  |
| N.º            | Título           | Data de lançamento  | Duração |  |
| 1.             | "Catch My Death" | 23 de julho de 2013 | 4:15    |  |
| 2.             | "How It Ends"    |                     | 3:38    |  |
| Duração total: | Duração total:   | Duração total:      | 7:53    |  |

| Single 8       |                    |                     |         |  |
| N.º            | Título             | Data de lançamento  | Duração |  |
| 1.             | "This Is The Kitt" | 23 de julho de 2013 | 4:21    |  |
| 2.             | "Brave From Afar"  |                     | 3:39    |  |
| Duração total: | Duração total:     | Duração total:      | 8:00    |  |

| Single 9       |                |                     |         |  |
| N.º            | Título         | Data de lançamento  | Duração |  |
| 1.             | "Hanalei"      | 23 de julho de 2013 | 4:14    |  |
| 2.             | "Open/Close"   |                     | 4:23    |  |
| Duração total: | Duração total: | Duração total:      | 8:37    |  |

## I'm Beside You
No dia 29 de novembro de 2013, dia da Black Friday, as dezessete canções lançadas na I'm With You Sessions foram compiladas e lançadas em um vinil duplo intitulado I'm Beside You. Esta compilação foi uma edição limitada de apenas 5.000 vinis lançados apenas nos Estados Unidos e no Canadá.

## Créditos
Red Hot Chili Peppers
- Anthony Kiedis – vocalista principal
- Flea – baixo, backing vocals
- Chad Smith – bateria, percussão
- Josh Klinghoffer – guitarra, backing vocals, piano

Músicos adicionais
- Mauro Refosco – percussão (Strange Man, Victorian Machinery, In Love Dying, This Is the Kitt, Open/Close)
- Lenny Castro - percussão (Strange Man, Magpies on Fire)
- Greg Kurstin -  piano (Never Is a Long Time, Hometown Gypsy, Catch My Death)
- Henry Kwapis - shaker (Never Is a Long Time)
- Caroline Campbell - violino (Pink As Floyd)
- Kathleen Sloan - violino (Pink As Floyd)
- Alwyn Wright - viola (Pink As Floyd)
- Vanessa Freebairn-Smith - cello (Pink As Floyd)